# 170879 Verbeeckje
170879 Verbeeckje este un asteroid din centura principală de asteroizi.

## Descriere
170879 Verbeeckje este un asteroid din centura principală de asteroizi. A fost descoperit pe 7 iunie 2004 la Uccle de Peter De Cat. Asteroidul prezintă o orbită caracterizată de o semiaxă mare de 3,02 ua, o excentricitate de 0,11 și o înclinație de 10,3° în raport cu ecliptica.